# Megalamphodus
Megalamphodus – monotypowy rodzaj słodkowodnych ryb z rodziny kąsaczowatych (Characidae).

## Klasyfikacja
Gatunek zaliczany do tego rodzaju:
- Megalamphodus megalopterus – barwieniec czarny[2], fantom czarny[3]